# John Bierman
John David Bierman (* 26. Januar 1929 in London; † 4. Januar 2006 in Paphos, Zypern) war ein britischer Journalist, Autor und Historiker.

## Leben
Bierman wurde in einer ukrainisch-jüdischen Migrantenfamilie geboren, wuchs aber weltlich auf. Obwohl er in Israel lebte und arbeitete betrat er eine Synagoge erst spät in seinem Leben zur Hochzeit eines Freundes. Sein Vater war Händler für alte Möbel, seine Mutter hatte einen Modeladen in London. Während des Zweiten Weltkrieges verließ er London und wuchs bei seinen Großeltern in der Nähe Londons auf. Er besuchte 16 verschiedene Schulen, gehörte der Londoner Boheme an. 1954 siedelte er nach Kanada um, wo er auch das erste Mal heiratete. Später kehrte er als stellvertretender Chefredakteur des Mirror nach London zurück. 1960 wurde er vom Aga Khan abgeworben zum Aufbau der Zeitung The Nation in Nairobi. 1964 folgte eine Tätigkeit in der Karibik. Mitte der 1960er kehrte er wieder nach England zurück, um bei der BBC zu arbeiten.
John Bierman gehörte zu der Generation der unabhängigen Journalisten und Autoren. Bierman war zudem in den Medien bekannt als Zeitungsreporter, Herausgeber, Radiokorrespondent, Fernsehmoderator, Dokumentarfilmer und Historiker. International bekannt wurde er als Fernsehkorrespondent von BBC-TV. Er berichtete vom Indisch-Pakistanischen Militärkonflikt (1971), vom Bloody Sunday in Londonderry (1972) und vom Zypernkonflikt (1974).
Sein Buch über Raoul Wallenberg (1981) fand international große Anerkennung.

## Auszeichnungen
- Internationale Filmfestspiele von Cannes für seinen Film über den Bloody Sunday in Nordirland 1972